# Онавеј (Мичиген)
Онавеј (енгл. Onaway) град је у америчкој савезној држави Мичиген. По попису становништва из 2010. у њему је живело 880 становника.

## Демографија
Према попису становништва из 2010. у граду је живело 880 становника, што је 113 (11,4%) становника мање него 2000. године.
| Група             | 2000.       | 2010.       |
| Белци             | 947 (95,4%) | 832 (94,5%) |
| Афроамериканци    | 0 (0,0%)    | 6 (0,7%)    |
| Азијати           | 0 (0,0%)    | 1 (0,1%)    |
| Хиспаноамериканци | 14 (1,4%)   | 14 (1,6%)   |
| Укупно            | 993         | 880         |